# Fernand Halphen als kind
Fernand Halphen als kind (Frans: Fernand Halphen enfant) is een portret dat Pierre-Auguste Renoir in 1880 maakte van de Franse componist Fernand Halphen. Sinds 1995 maakt het werk deel uit van de collectie van het Musée d'Orsay in Parijs.

## Fernand Halphen
Vanaf jonge leeftijd genoot Fernand Halphen (1872 - 1917), telg uit een Joodse handels- en bankiersfamilie, een muzikale opleiding. Hij studeerde bij bekende musici zoals Gabriel Fauré, Ernest Guiraud en Jules Massenet. In 1896 behaalde hij de tweede prijs bij de Prix de Rome. Zijn oeuvre bestaat onder andere uit een symfonie, een orkestsuite, een ballet en kamermuziek. Op 16 mei 1917 sneuvelde hij op de slagvelden van de Eerste Wereldoorlog.

## Voorstelling
Op de Salon van 1879 oogstte Renoir veel succes met Mevrouw Georges Charpentier en haar kinderen. Dit was niet in de laatste plaats te danken aan de vooraanstaande plaats die de echtgenote van de uitgever George Charpentier innam in de culturele wereld van Parijs. Na de Salon wist Renoir dan ook enkele welkome opdrachten binnen te slepen, zoals dit portret van de jonge Fernand Halphen in marinekostuum. Het schilderij valt op door zijn duidelijke contouren en heldere kleuren. Dit markeert de overgang van Renoirs impressionistische periode van de jaren 70 naar de Ingresperiode tussen 1883 en 1888.

## Herkomst
- In bezit van de familie Halphen.
- Cadeau gedaan aan een gouvernante.
- De kunsthandelaar en -verzamelaar Jos Hessel koopt het werk op een openbare verkoop.
- In bezit van de verzamelaar Charles Pacquement, Parijs.
- Na de Eerste Wereldoorlog geeft Pacquement het werk aan de weduwe van Fernand Halphen, Alice de Koenigswarter in Parijs.
- 1963: nagelaten aan haar zoon Georges Halphen.
- 1995: nagelaten aan het Musée d'Orsay.

## Afbeeldingen

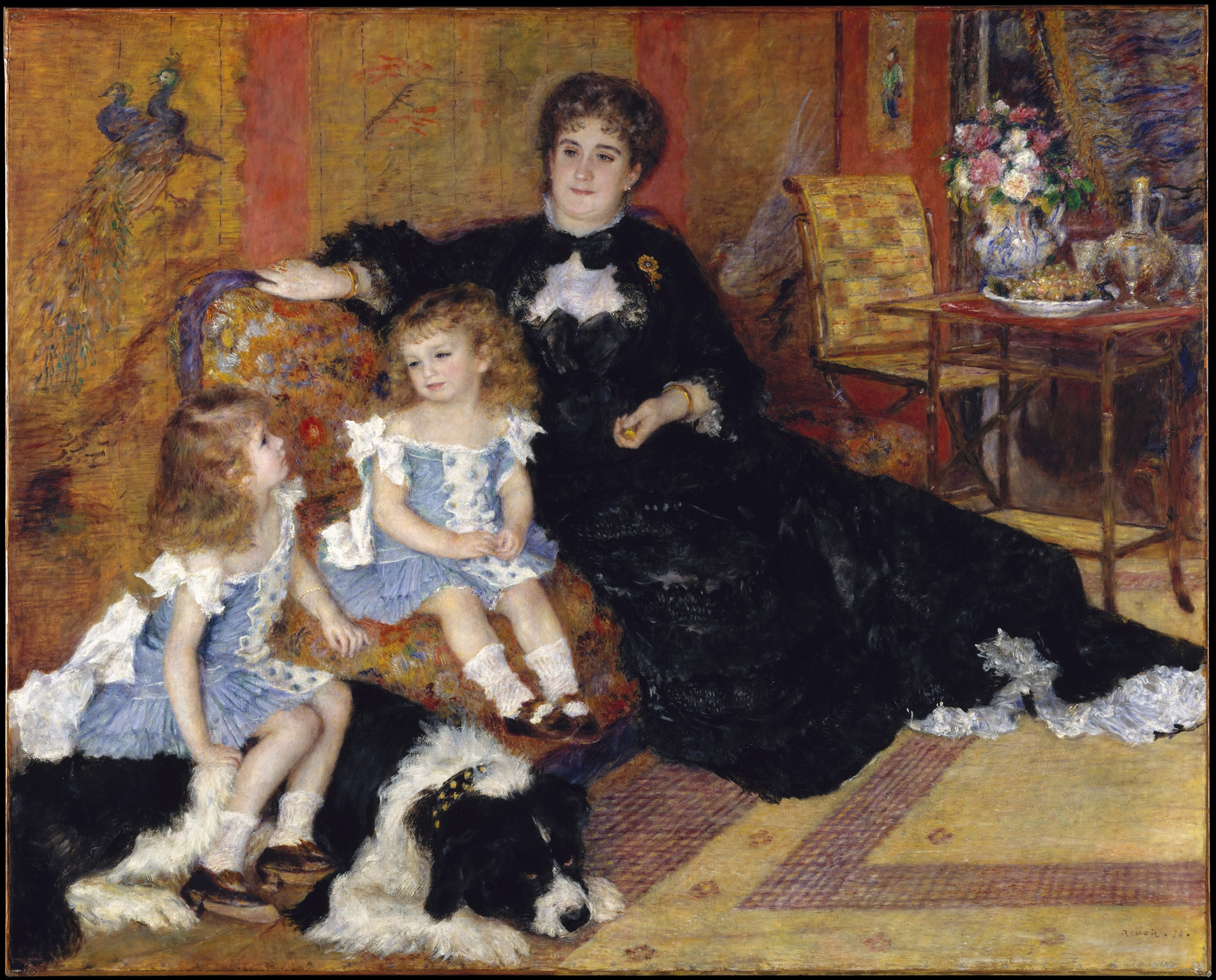
Mevrouw Georges Charpentier en haar kinderen (1878)